# 遠藤ミマン
遠藤 ミマン（えんどう ミマン、本名・遠藤滿男、1913年10月25日 - 2004年9月28日）は、日本の画家。

## 略歴
- 1913年（大正2年）安平村下安平（しもあびら）の安東農場で管理人をしていた父・善助（岩手県出身）の子として誕生。
- 1933年（昭和8年）札幌師範学校（現・北海道教育大学）卒業。苫小牧西尋常高等小學校（現・苫小牧市立西小学校）に赴任。
- 1946年（昭和21年）道展で雲井賞を受賞。
- 1946年（昭和21年）冬木則夫選・苫小牧文化協会編輯・装丁挿絵遠藤未満『啄木の歌』玄文社が刊行される。
- 1948年（昭和23年）全道展で札幌市長賞を受賞。
- 1951年（昭和26年）国画会で褒状受賞。
- 1954年（昭和29年）苫小牧市社会教育功労者表彰。
- 1956年（昭和31年）北海道文化奨励賞受賞。
- 1959年（昭和34年）国画会会員に推挙される（第33回国展）。
- 1971年（昭和46年）冬木則夫著・遠藤未満絵『雪むし　童話集』苫小牧郷土文化研究会、北書房が刊行される。
- 1974年（昭和49年）苫小牧市立美園小学校校長を以って定年退職。
- 1989年（平成元年）苫小牧市郷土貢献者表彰。
- 1992年（平成4年）北海道文化賞受賞。
- 1998年（平成10年）地域文化功労者文部大臣表彰。
- 2004年（平成16年）4月23日、国画会永年会員表彰（第78回国展）。会員として45年になる。9月28日、北海道苫小牧市で没す。
- 2006年（平成18年）9月24日～10月8日、遠藤ミマン回顧展、遠藤ミマン回顧展実行委員会主催、プラザホテルニュー王子・プラザ美術館。
- 2010年（平成22年）8月3日～12日、王子製紙苫小牧工場所蔵美術品展（創業100周年記念）、グランドホテルニュー王子・3階グランドホール。その中に遠藤ミマンの作品3点が展示される。
- 2013年（平成25年）9月7日～29日、遠藤ミマン生誕100年記念展　勇払原野を愛して、苫小牧市・苫小牧市教育委員会主催、苫小牧市美術博物館。遠藤ミマンの作品56点、国松登、川上澄生他の作品16点が展示される。
- 2017年（平成29年）3月18日～26日、我が家の所蔵作品展　遠藤ミマン編、苫小牧市美術館友の会主催、苫小牧市美術博物館。100点が展示される。
- 2017年（平成29年）10月、苫小牧市美術館友の会により遠藤ミマンの油彩画の絵葉書が作成される。「ハスカップの実」など8点。
- 2018年（平成30年）2月3日～3月18日、苫小牧市美術博物館所蔵名品選、苫小牧市美術博物館。遠藤ミマンの「野火」、「赤い帽子」が展示される。